# Nelo darthula
Nelo darthula là một loài bướm đêm trong họ Geometridae.